# Ngâu cánh
Ngâu cánh hay ngâu rừng (danh pháp khoa học: Aglaia pleuropteris) là một loài thực vật]] thuộc họ Meliaceae. Nó có chủ yếu ở Việt Nam và đôi khi cũng thấy ở Campuchia.